# Und morgen werd’ ich weinen
Und morgen werd’ ich weinen (Originaltitel: I’ll Cry Tomorrow) ist ein US-amerikanisches Filmdrama aus dem Jahr 1955. Das Drehbuch beruht auf der Autobiografie der Sängerin Lillian Roth (1910–1980), für die Regie zeichnete Daniel Mann verantwortlich. Bei der Oscarverleihung 1956 war der Film in vier Kategorien nominiert und wurde mit dem Oscar für das Beste Kostümdesign ausgezeichnet.

## Handlung
Lillian Roth ist eine am Broadway erfolgreiche Sängerin, die unter ihrer dominanten Mutter Katie leidet. Nachdem ihr Verlobter David überraschend stirbt, stürzt sie sich in Affären. Sie heiratet den trinkenden Partygänger Wallie und wendet sich nach der Scheidung dem zwielichtigen Tony zu, der sie nach der Heirat schlägt. Die Eheprobleme treiben Lillian in die Alkoholsucht. Bei einem Treffen der Anonymen Alkoholiker lernt sie Burt McGuire kennen und lieben, der sich als der richtige Mann für Lillian herausstellt.

## Trivia
Obwohl Jo Van Fleet gerade einmal 3 Jahre älter als Hayward war, spielte sie deren Mutter.

## Kritiken
„Allein das von den schmalen Freuden und großen Verzweiflungen der Trunkenheit beherrschte Stupsnasen-Antlitz der Susan Hayward, das exakt alle Stufen im alkoholdurchweichten Niedergang eines Singstars spiegelt, bewahrt den Film vor der Langeweile.“

„Die nach dem Bekenntnisbuch der Künstlerin gedrehte Filmbiografie ist authentisch, dank Susan Haywards glaubhaftem Spiel erschütternd und als Warnung vor jeder Art von Sucht eindrucksvoll.“

## Auszeichnungen und Nominierungen
Helen Rose wurde bei der Oscarverleihung 1956 für das „Beste Kostümdesign (Schwarzweißfilm)“ mit dem Academy Award ausgezeichnet. Nominiert waren außerdem Susan Hayward als „Beste Hauptdarstellerin“, Cedric Gibbons, Malcolm Brown, Edwin B. Willis und Hugh Hunt für das „Beste Szenenbild“, sowie Arthur E. Arling für die „Beste Kamera (Schwarzweiß)“. Hayward gewann bei den Internationalen Filmfestspielen von Cannes 1956 den Preis als „Beste Schauspielerin“.

## Musik
Susan Hayward singt im Film unter anderem die Titel Sing, You Sinners, When the Red, Red Robin Comes Bob, Bob, Bobbin' Along und Happiness Is a Thing Called Joe.